# Hector Monro
Hector Seymour Peter Monro, Baron Monro of Langholm (* 4. Oktober 1922 in Craigcleuch/Langholm; † 30. August 2006 in Dumfries) war ein schottischer Abgeordneter und Minister der Conservative Party.

## Schul- und Militärzeit
Der Sohn des Hauptmanns der „Cameron Highlander“, Alastair Monro, verbrachte seine Schulzeit an der Cranford School sowie am King’s College in Cambridge, wo er auch Mitglied des University Air Squadron war.
1941 trat er in die RAF ein und wurde nach Ausbildungsabschnitten beim Küstenkommando in Sunderland sowie in Catalinas in den USA schließlich im Fernost bei Aufklärungsflügen eingesetzt.
Nachdem er 1946 aus Hongkong im Range eines Flight Lieutenant zurückgekehrt war, ließ er sich in seinem Heimatort Craigcleuch als Farmer nieder. Sein Interesse am Fliegen behielt er allerdings auch dann noch als Pilot der 603. Staffel der Royal Auxiliary Air Force in Edinburgh von 1947 bis 1954 bei.

## Mitglied des Unterhauses
Nach zwölfjähriger Tätigkeit als Mitglied des Kreistages (County Council) von Dumfries in der Zeit von 1952 bis 1964 vertrat er von 1964 bis 1997 den Wahlkreis Dumfries als Mitglied des Unterhauses. In diesem Wahlkreis wurde er Nachfolger des früheren ‚Solicitor General’ David Anderson, der sich nach nur acht Monaten aus dem Unterhaus zurückzog.
Gehörte er bei seiner ersten Wahl noch zu einem von 23 weiteren konservativen schottischen Abgeordneten („Tories“), so war er bei seinem Rückzug aus dem Parlament 1997 der einzige Konservative, der im Unterhaus die Interessen Schottlands vertrat. Dabei vertrat er neben den beiden anderen konservativen Abgeordneten Alick Buchanan-Smith und George Younger, dem sogenannten Trio der „One Nation“- Konservativen für Schottland, die Interessen zum Teil auch gegen die von der Tory-Gesamtfraktion vertretenen Meinung.
Nachdem sich in der Nähe seines Wohnhauses 1988 der Absturz von Lockerbie eines PanAm-Flugzeuges ereignete, half der ehemalige Pilot den Rettungskräften über mehrere Stunden, betreute Angehörige der Opfer und nahm später neben US-Präsident Bill Clinton auch an der Gedenkveranstaltung auf dem US-amerikanischen Nationalfriedhof Arlington teil.
Während seiner Abgeordnetentätigkeit war er auch 1967 bis 1970 Whip („Einpeitscher“) der schottischen Konservativen, eine Art Assistent des parlamentarischen Geschäftsführers. In der Oppositionszeit von 1974 bis 1979 folgte eine Tätigkeit als Oppositionssprecher für schottische Angelegenheiten und auch für Sport. Darüber hinaus war er Vorsitzender und Mitglied unterschiedlicher Parlamentsausschüsse.

## Mitglied der Regierung
Im Kabinett des konservativen Premierministers Edward Heath (1970–1974) wurde Hector Monro 1971 Unterstaatssekretär im Schottlandministerium. Dieses Amt behielt er bis zur Abwahl der „Tories“ im Jahr 1974 inne.
1979 berief ihn Premierministerin Margaret Thatcher zum Sportminister. Dieses Amt behielt bis zur ersten größeren Regierungsumbildung im Jahr 1981.

## Sonstige Tätigkeiten
Während seiner Abgeordnetenzeit war Hector Monro auch mehrere Jahre Präsident der Schottischen Rugby Union sowie Ehreninspektor der General Royal Auxiliary Air Force. Des Weiteren war er Mitglied des Regionalen Exekutivkomitees der National Farmers Union of Scotland, des National Trust of Scotland, der Leibgarde der Königin für Schottland (Queen’s Body Guard for Scotland) sowie der Königlichen Gemeinschaft der Bogenschützen (Royal Company of Archers). Darüber hinaus wirkte er als Präsident der Nationalen Gesellschaft der Kleinkalibergewehrschützen (National Small Bore Rifle Association) und als Mitglied des Rates für die Erhaltung der Natur (Nature Conservancy Council).

## Auszeichnungen
Für seine Verdienste wurde Hector Monro 1981 zunächst zum Knight Bachelor („Sir“) geschlagen. Des Weiteren wurde er 1995 Mitglied des Privy Councils.
1997 wurde Hector Monro schließlich als Baron Monro of Langholm, of Westerkirk in Dumfries and Galloway, zum Life Peer erhoben und damit zugleich Mitglied des House of Lords.
Daneben wurde er für seine Kriegsverdienste mit dem „Air Efficiency Award (AE)“ ausgezeichnet.

## Familie
Lord Monro war zweimal verheiratet und hinterließ zwei Söhne: den Generalmajor a. D. Seymour Monro sowie Brigadegeneral Hughie Monro, der aus Bagdad ans Krankenbett seines Vaters gekommen war.